# Christian-Marie Monnot
Pour les articles homonymes, voir Monnot.
Christian-Marie Monnot, né le 14 novembre 1945 à Besançon et mort le 17 septembre 2024 à Cannes, est un journaliste français. 
Membre du Club des médiateurs de la presse, il est médiateur de presse à France 2.

## Biographie

### Famille et formation
Christian-Marie Léon Monnot est né le 14 novembre 1945 à Besançon du mariage de Bernard Monnot, cadre à la SNCF et de Marguerite Vatageot, secrétaire.
De son premier mariage, il a un enfant. Il épouse en secondes noces le 3 juin 1995 Marie-Hélène Torck, assistante de direction. De ce mariage, sont nés trois enfants.
Christian-Marie Monnot poursuit ses études au lycée Hippolyte-Fontaine, au lycée Montchapet puis à la faculté de droit de Dijon. Il est diplômé du Centre universitaire d'enseignement du journalisme (CUEJ) de l'université Robert-Schuman en 1972,.

### Parcours professionnel
Journaliste à l’ORTF-Alsace de 1972 à 1975, il est rédacteur en chef du bureau régional de FR3-Centre (1975-1977) puis de FR3 Lorraine (1978-1980).
En 1980-1981, il participe à l’action humanitaire de l’Action internationale contre la faim (AICF). Il travaille ensuite à Antenne 2 (devenue France 2 en 1992) : grand reporter de 1981 à 1984, chef du service économique et présentateur des journaux télévisés de Télématin (1985-1987), rédacteur en chef du journal de 20 heures (1987-1988), chroniqueur économique puis européen (1988-1990), correspondant à Londres (1990-1994), rédacteur en chef chargé des affaires européennes (1996-1999),.
Il est nommé secrétaire général de la rédaction de France 2 en 1996, poste confirmé en 1998, correspondant auprès des Institutions européennes à Bruxelles de 2000 à 2005, chargé de l'ouverture du bureau de Bruxelles en 2001.
Il est le médiateur de la rédaction de France 2 de 2005 à 2010 en parallèle de Marie-Laure Augry à France 3 et animateur de L'Hebdo du médiateur jusqu'en 2008.

### Mort
Christian-Marie Monnot meurt le 17 septembre 2024 à Cannes à l'âge de 78 ans, des suites d'une longue maladie,,.

## Distinctions et hommages
En 1979 au festival de Royan, il obtient le grand prix du « Meilleur journal télévisé régional ».
Le 5 octobre 2000, Christian-Marie Monnot est nommé à la « Commission du premier degré » de la carte d'identité des Journalistes professionnels.

## Décoration
- Chevalier de la Légion d'honneur (29 mars 2002). Décoré au titre de « journaliste, envoyé spécial auprès de l'Union européenne ; 29 ans d'activités professionnelles »[13].